# Rabidosa punctulata
Rabidosa punctulata là một loài nhện trong họ Lycosidae.
Loài này thuộc chi Rabidosa. Rabidosa punctulata được Nicholas Marcellus Hentz miêu tả năm 1844.

## Hình ảnh

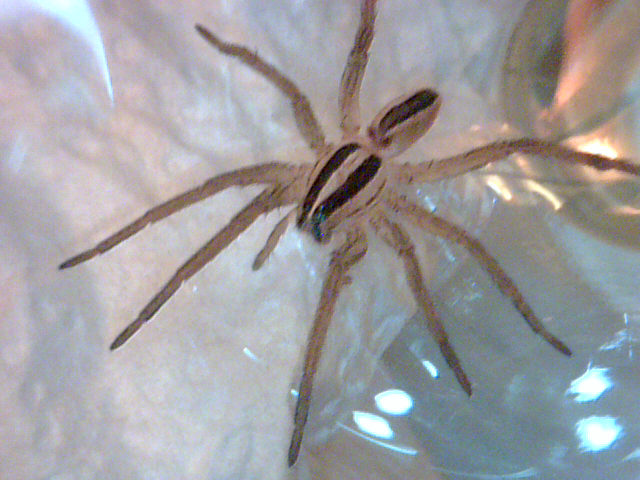